# مقاطعة فال فيرد (تكساس)
مقاطعة فال فيرد (بالإنجليزية: Val Verde  County)‏ هي إحدى المقاطعات في ولاية تكساس، الولايات المتحدة الأمريكية.